# Голос (Россия, сезон 6)
Шестой сезон вокального телешоу «Голос». 13 августа 2017 года было объявлено, что продюсеры проекта в шестом сезоне решили вернуться к первоначальному составу наставников: Дима Билан, Пелагея, Александр Градский и Леонид Агутин. Премьера состоялась на Первом канале 1 сентября 2017 года.

## Наставники

Наставники сезона
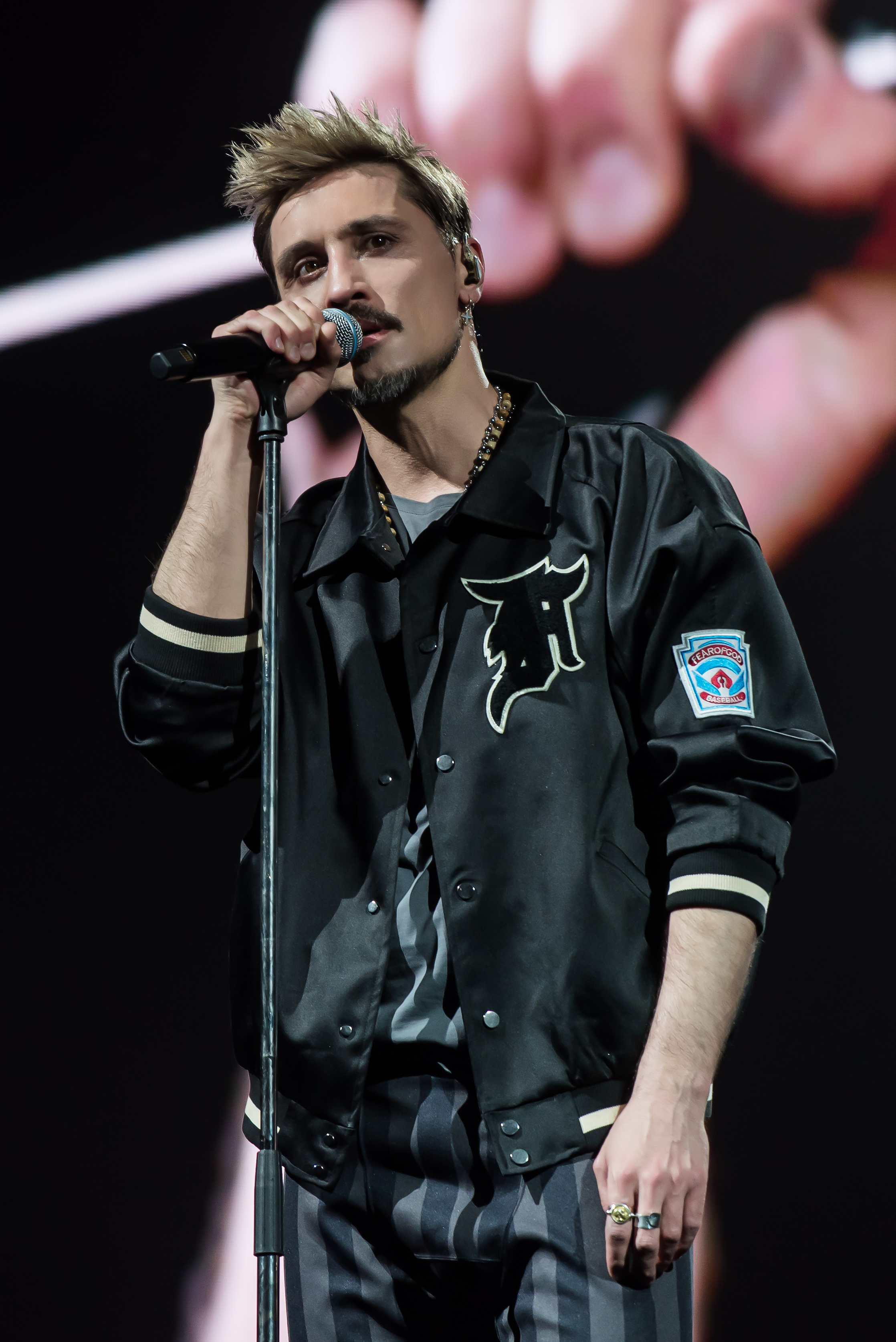
Дима Билан
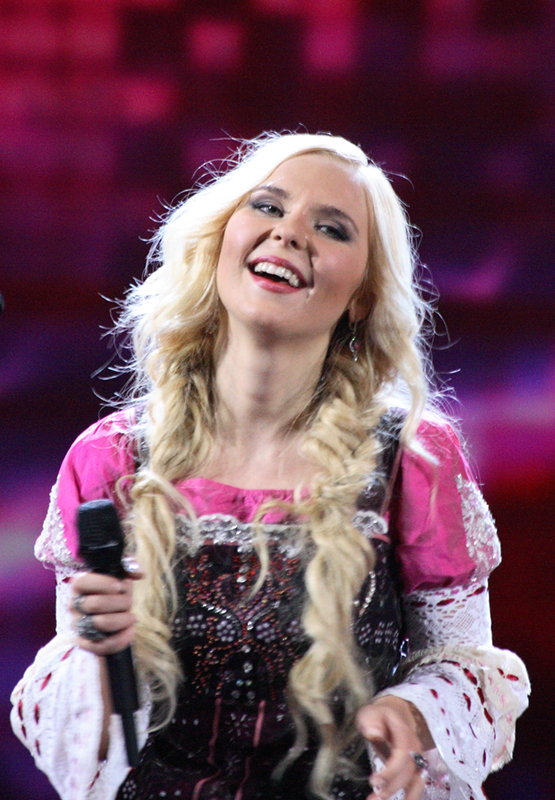
Пелагея
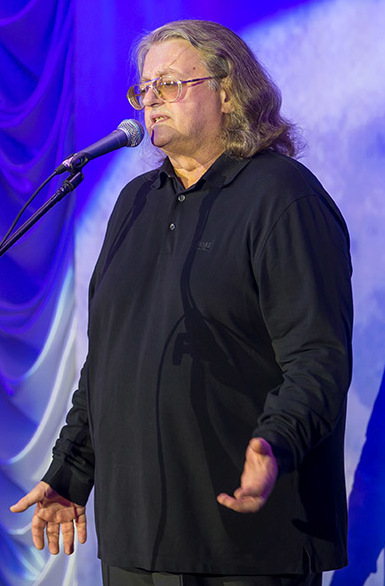
Александр Градский
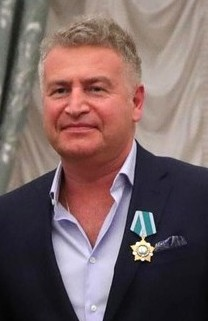
Леонид Агутин

- Дима Билан — российский певец, победитель конкурса «Евровидение-2008».
- Пелагея — фолк-рок-певица, основательница и солистка группы «Пелагея».
- Александр Градский — певец, мультиинструменталист, композитор; заслуженный деятель искусств России и народный артист Российской Федерации.
- Леонид Агутин — российский певец, поэт-песенник, композитор, заслуженный артист Российской Федерации.

## Команды
| - Первое место - Второе место - Третье место - Четвёртое место | - Выбыл в полуфинале - Выбыл в четвертьфинале - Выбыл в нокаутах - Спасён в поединках (имя вычеркнуто) - Выбыл в поединках |  |

| Наставники                            | Топ 56 участников    | Топ 56 участников   | Топ 56 участников   | Топ 56 участников                | Топ 56 участников   | Топ 56 участников |
| ------------------------------------- | -------------------- | ------------------- | ------------------- | -------------------------------- | ------------------- | ----------------- |
| Дима Билан                            |                      |                     |                     |                                  |                     |                   |
| Ян Гэ                                 | Данил Буранов        | Юлия Валеева        | Анастасия Зорина    | Светлана Иванова и Мария Зиброва | Нина Шацкая         |                   |
| Мария Кабашова                        | Анастасия Белявская  | Арсений Бородин     | Брендон Стоун       | Денис и Максим Захарченко        | Александр Казаков   |                   |
| Дима Вебер                            | Анна Просекина       | Леонсия Эрденко     | Альбина Юсупова     |                                  |                     |                   |
| Пелагея                               |                      |                     |                     |                                  |                     |                   |
| Ладислав Бубнар                       | Антон Лаврентьев     | Дэйв Дарио          | Алексей Сафиулин †  | Алла Меунаргия                   | Антонелло Кароцца   |                   |
| Александр Огородников                 | Мишель Мстоян        | Екатерина Трубилина | Эка Джанелидзе      | Евгения Романес                  | Филип Бальзано      |                   |
| Анаит Погосян                         | Василина Горожанкина | Июлина Попова       | Дмитрий Караневский |                                  |                     |                   |
| Александр Градский                    |                      |                     |                     |                                  |                     |                   |
| Селим Алахяров                        | Лора Горбунова       | Павел Иванов        | Софья Онопченко     | Наталья Герасимова               | Габриэль Купатадзе  |                   |
| Светлана Сыропятова                   | Марианна Савон       | Олика Громова       | Оксана Войтович     | Альдона Цкуа                     | Надежда Колесникова |                   |
| Виталий Селютин                       | Дмитрий Янковский    | Заали Саркисян      | Анна Кадышева       |                                  |                     |                   |
| Леонид Агутин                         |                      |                     |                     |                                  |                     |                   |
| Тимофей Копылов                       | Брендон Стоун        | Михаил Гришунов     | Давид Тодуа         | Виктория Олизе                   | Вячеслав Задорожный |                   |
| Оксана Войтович                       | Ясмани Ангуло Сильва | Диана Шалжиян       | Олика Громова       | Юлия Валеева                     | Екатерина Трубилина |                   |
| Дэйв Дарио                            | Габриэль Купатадзе   | Мария Кабашова      | Дарья Винокурова    |                                  |                     |                   |
| Спасённые участники выделены курсивом |                      |                     |                     |                                  |                     |                   |

## Слепые прослушивания

### Выпуск № 1: Слепые прослушивания. 1-я неделя
Выпуск вышел в эфир 1 сентября 2017 года. В начале выпуска наставники сезона Дима Билан, Пелагея, Александр Градский и Леонид Агутин — и участники проекта «Голос. Дети» исполнили песню группы Pink Floyd «Another Brick in the Wall».
| №  | Исполнитель                                              | Песня | Наставники и их выбор | Наставники и их выбор | Наставники и их выбор | Наставники и их выбор |
| №  | Исполнитель                                              | Песня | Билан                 | Пелагея               | Градский              | Агутин                |
| -- | -------------------------------------------------------- | --- | --------------------- | --------------------- | --------------------- | --------------------- |
| 1  | Олег Щуцкий (24 года, Минск, Республика Беларусь )       | «Самая-самая» / «Невеста» (Егор Булаткин, Михаил Решетняк — Егор Булаткин / Егор Булаткин, Кирилл Твердун — Егор Булаткин, Михаил Решетняк) | —                     | —                     | —                     | —                     |
| 2  | Анастасия Белявская (18 лет, Москва)                     | «Cryin’» (Джо Перри, Тейлор Родс, Стивен Талларико)                                                                                         |                       | —                     | —                     | —                     |
| 3  | Антон Лаврентьев (33 года, Москва)                       | «Way Down We Go» (Давид Антонссон, Йокуль Юлиуссон, Даниль Кристьянсон, Рубин Поллок)                                                       | —                     |                       | —                     |                       |
| 4  | Анна Просекина (24 года, Томск)                          | «Революция» (Юлия Осина, Александра Ситрова)                                                                                                |                       | —                     | —                     |                       |
| 5  | Максим Сидоров (30 лет, Москва)                          | «Смуглянка» (Анатолий Новиков — Яков Шведов)                                                                                                | —                     | —                     | —                     | —                     |
| 6  | Диана Шалжиян (25 лет, Горячий Ключ, Краснодарский край) | «Spain (I Can Recall)» (Чик Кориа, Хоакин Родриго — Арти Марен, Эл Джерро)                                                                  |                       | —                     |                       |                       |
| 7  | Ладислав Бубнар (33 года, Прага, Чехия )                 | «Скрипка Паганини» (Карел Свобода — Зденек Боровец, русский текст Андрей Вознесенский)                                                      |                       |                       | —                     | —                     |
| 8  | Регина Панина (25 лет, Томск)                            | «Я выбираю тебя» (Анастасия Спиридонова) | —                     | —                     | —                     | —                     |
| 9  | Альдона Цкуа (30 лет, Сухуми, Грузия )                   | Ария Лауретты из оперы «Джанни Скикки» (Джакомо Пуччини — Джоваккино Форцано)                                                               |                       | —                     |                       | —                     |
| 10 | Александр Казаков (36 лет, Рига, Латвия )                | «Молитва Франсуа Вийона» (Булат Окуджава)                                                                                                   |                       | —                     | —                     | —                     |
| 11 | Дарья Ивановская (25 лет, Самара)                        | «I Will Survive» (Дино Фекарис, Фредди Перрен)                                                                                              | —                     | —                     | —                     | —                     |
| 12 | Александр Огородников (26 лет, Кемерово)                 | «Smells Like Teen Spirit» (Курт Кобейн, Дэйв Грол, Крист Новоселич)                                                                         |                       |                       |                       |                       |

### Выпуск № 2: Слепые прослушивания. 2-я неделя
Выпуск вышел в эфир 8 сентября 2017 года.
| №  | Исполнитель                                         | Песня                                                                                        | Наставники и их выбор | Наставники и их выбор | Наставники и их выбор | Наставники и их выбор |
| №  | Исполнитель                                         | Песня                                                                                        | Билан                 | Пелагея               | Градский              | Агутин                |
| -- | --------------------------------------------------- | -------------------------------------------------------------------------------------------- | --------------------- | --------------------- | --------------------- | --------------------- |
| 1  | Тимофей Копылов (40 лет, Владимир)                  | «Chaje Shukarije» (Народная)                                                                 | —                     | —                     | —                     |                       |
| 2  | Лора Горбунова (29 лет, Хабаровск)                  | «La Vie en rose» (Луи Гульельми — Эдит Пиаф, Мак Дэвид)                                      | —                     | —                     |                       | —                     |
| 3  | Лика Рулла (45 лет, Москва)                         | «Весь этот джаз» (Фред Эбб, Джон Кандер перевод Александр Карпов, Андрей Морсин)             | —                     | —                     | —                     | —                     |
| 4  | Ясмани Ангуло Сильва (29 лет, Хибара, Куба )        | «Despacito» (Луис Фонси, Эрика Эндер, Дэдди Янки, Джастин Бибер, Джейсон Бойд, Марти Джеймс) | —                     | —                     |                       |                       |
| 5  | Алла Меунаргия (31 год, Самара)                     | «Зима в сердце» (Юрий Усачёв — Ева Польна)                                                   | —                     |                       | —                     |                       |
| 6  | Павел Иванов (31 год, Рыбинск)                      | «Скажите, девушки» (Родольфо Фальво — Энцо Фуско русский текст Михаил Улицкий)               | —                     | —                     |                       | —                     |
| 7  | Мария Клишина (30 лет, Москва)                      | «На Титанике» (Андрей Фролов)                                                                | —                     | —                     | —                     | —                     |
| 8  | Михаил Гришунов (29 лет, Москва)                    | «Thinking Out Loud» (Эд Ширан, Эми Вадж)                                                     |                       |                       |                       |                       |
| 9  | Вероника Шабашова (34 года, Воронеж)                | «Dream On» (Стивен Талларико)                                                                | —                     | —                     | —                     | —                     |
| 10 | Леонсия Эрденко (45 лет, Москва)                    | «Голубчик» (Николай Пашков)                                                                  |                       |                       | —                     |                       |
| 11 | Андрей Цхай (36 лет, Тихвин, Ленинградская область) | «Спаси меня» (Михаил Бублик)                                                                 | —                     | —                     | —                     | —                     |
| 12 | Светлана Сыропятова (23 года, Ижевск)               | «One Night Only» (Генри Кригер, Том Айн)                                                     | —                     | —                     |                       | —                     |

### Выпуск № 3: Слепые прослушивания. 3-я неделя
Выпуск вышел в эфир 15 сентября 2017 года.
| №  | Исполнитель                                                       | Песня | Наставники и их выбор | Наставники и их выбор | Наставники и их выбор | Наставники и их выбор |
| №  | Исполнитель                                                       | Песня | Билан                 | Пелагея               | Градский              | Агутин                |
| -- | ----------------------------------------------------------------- | --- | --------------------- | --------------------- | --------------------- | --------------------- |
| 1  | Давид Тодуа (37 лет, Москва)                                      | «Who Wants to Live Forever» (Брайан Мэй)                                                                                                |                       |                       |                       |                       |
| 2  | Анна Гончарова (28 лет, Серпухов, Московская область)             | «Каким ты был» (Исаак Дунаевский — Михаил Исаковский)                                                                                   | —                     | —                     | —                     | —                     |
| 3  | Баста и Полина Гагарина (37 лет, Ростов-на-Дону / 30 лет, Москва) | «Stan» (Дайдо Амстронг, Пол Хармон, Эминем русский текст Василий Вакуленко)                                                             | —                     | —                     | —                     |                       |
| 4  | Данил Буранов (23 года, Зеленодольск, Татарстан)                  | «Внеорбитные» (Станислав Чорный — Иван Клименко)                                                                                        |                       | —                     | —                     |                       |
| 5  | Дарья Винокурова (36 лет, Павлодар, Казахстан )                   | «Canzone da due soldi» (Карло Донида — Джузеппе Перотти)                                                                                | —                     | —                     | —                     |                       |
| 6  | Марианна Савон (29 лет, Москва)                                   | «Black or White» (Майкл Джексон, Билл Боттрелл)                                                                                         | —                     | —                     |                       | —                     |
| 7  | Алексей Сафиулин † (42 года, Москва)                              | «Прощай, радость» (Народная) | —                     |                       | —                     | —                     |
| 8  | Александра Милу (27 лет, Москва)                                  | «Я искала тебя» (Гига Квенетадзе — Инна Каминская)                                                                                      | —                     | —                     | —                     | —                     |
| 9  | Дима Вебер (29 лет, Курск)                                        | «Часы» (Сергей Ревтов) |                       | —                     | —                     | —                     |
| 10 | Надежда Колесникова (36 лет, Воронеж / Флоренция, Италия )        | «Куплеты Адели» из оперетты Летучая мышь (Иоганн Штраус (сын) — Карл Хаффнер, Рихард Жене русский текст Михаил Вольпин, Вячеслав Дреер) | —                     | —                     |                       | —                     |
| 11 | Игорь Ворожцов (31 год, Казань, Татарстан)                        | «Лётчик / Personal Jesus» (Олег Горшков / Мартин Ли Гор)                                                                                | —                     | —                     | —                     | —                     |
| 12 | Олика Громова (21 год, Москва)                                    | «It Don’t Mean a Thing» (Дюк Эллингтон, Ирвинг Милс)                                                                                    |                       | —                     | —                     |                       |

### Выпуск № 4: Слепые прослушивания. 4-я неделя
Выпуск вышел в эфир 22 сентября 2017 года.
| №  | Исполнитель                                                                      | Песня                                                             | Наставники и их выбор | Наставники и их выбор | Наставники и их выбор | Наставники и их выбор |
| №  | Исполнитель                                                                      | Песня                                                             | Билан                 | Пелагея               | Градский              | Агутин                |
| -- | -------------------------------------------------------------------------------- | ----------------------------------------------------------------- | --------------------- | --------------------- | --------------------- | --------------------- |
| 1  | Селим Алахяров (29 лет, Махачкала, Республика Дагестан)                          | «Чертово колесо» (Арно Бабаджанян — Евгений Евтушенко)            | —                     | —                     |                       | —                     |
| 2  | Ян Гэ (28 лет, Пекин, Китай )                                                    | «Come Together» (Пол Маккартни, Джон Леннон)                      |                       | —                     | —                     | —                     |
| 3  | Анаит Погосян (26 лет, Ереван, Армения )                                         | «Ласточка» (Анна Пингина)                                         |                       |                       |                       |                       |
| 4  | Вячеслав Задорожный (24 года, Пыть-Ях, Ханты-Мансийский автономный округ — Югра) | «Iron Sky» (Паоло Нутини, Дейв Нельсон, Чарли Чаплин)             | —                     |                       | —                     |                       |
| 5  | Вадим Белоглазов (26 лет, Калининград)                                           | «Туманы» (Макс Барских)                                           | —                     | —                     | —                     | —                     |
| 6  | Арсений Бородин (28 лет, Барнаул, Алтайский край)                                | «Stop!» (Сэм Браун, Грэгг Саттон, Брюс Броди)                     |                       |                       | —                     |                       |
| 7  | Юлия Валеева (39 лет, Сарапул, Удмуртская Республика)                            | «Музыки осталось мало» (Леонид Агутин)                            | —                     | —                     | —                     |                       |
| 8  | Алла Сейдалиева (33 года, Самарканд, Республика Узбекистан )                     | «Alarm» (Энн-Мари Никольсон, Стив Мак, Уэйн Гектор, Ина Вролдсен) | —                     | —                     | —                     | —                     |
| 9  | Кристиан Касеару (31 год, Таллин, Эстония )                                      | «Подберу музыку» (Раймонд Паулс — Андрей Вознесенский)            | —                     | —                     | —                     | —                     |
| 10 | Альбина Юсупова (25 лет, Елабуга, Республика Татарстан)                          | Ne me quitte pas (Жак Брель)                                      |                       | —                     | —                     | —                     |
| 11 | Александр Ягья (49 лет, Москва)                                                  | «Скажи, зачем тебе любовь моя» (Алексей Чумаков)                  | —                     | —                     | —                     | —                     |
| 12 | Евгения Романес (19 лет, Москва)                                                 | «Wicked Game» (Крис Айзек)                                        | —                     |                       | —                     | —                     |

### Выпуск № 5: Слепые прослушивания. 5-я неделя
Выпуск вышел в эфир 29 сентября 2017 года.
| №  | Исполнитель                                                                         | Песня                                                                                 | Наставники и их выбор | Наставники и их выбор | Наставники и их выбор | Наставники и их выбор |
| №  | Исполнитель                                                                         | Песня                                                                                 | Билан                 | Пелагея               | Градский              | Агутин                |
| -- | ----------------------------------------------------------------------------------- | ------------------------------------------------------------------------------------- | --------------------- | --------------------- | --------------------- | --------------------- |
| 1  | Оксана Войтович (23 года, Воронеж)                                                  | «Ты снишься мне» (Алексей Мажуков — Николай Шумаков)                                  | —                     | —                     |                       |                       |
| 2  | Филип Бальзано (59 лет, Нью-Йорк, Соединённые Штаты Америки )                       | «Hotel California» (Дон Фелдер, Гленн Фрай, Дон Хенли)                                |                       |                       |                       |                       |
| 3  | Мария Зыкина (38 лет, Москва)                                                       | «Tombe la neige» (Сальваторе Адамо)                                                   | —                     | —                     | —                     | —                     |
| 4  | Денис и Максим Захарченко (25 лет, Жёлтые Воды, Днепропетровская область, Украина ) | «Happy» (Фаррелл Уильямс)                                                             |                       | —                     | —                     | —                     |
| 5  | Яна Кошкина (27 лет, Санкт-Петербург)                                               | «Шопен» (Елена Ваенга)                                                                | —                     | —                     | —                     | —                     |
| 6  | Брендон Стоун (37 лет, Берлин, Германия )                                           | «My Baby You» (Марк Энтони, Уолтер Афанасьефф)                                        |                       | —                     | —                     |                       |
| 7  | Василина Горожанкина (24 года, с. Боговарово, Костромская область)                  | «Дороженька» (Елена Фролова)                                                          | —                     |                       | —                     | —                     |
| 8  | Артур Аржаков (22 года, Новосибирск)                                                | «Полетели» (Татьяна Залужная)                                                         | —                     | —                     | —                     | —                     |
| 9  | Екатерина Трубилина (22 года, Пушкино, Московская область)                          | «Love On the Brain» (Фред Болл, Джозеф Анджел, Рианна)                                | —                     | —                     | —                     |                       |
| 10 | Виталий Селютин (33 года, Москва)                                                   | Ария Каварадосси из оперы «Тоска» (Джакомо Пуччини — Луиджи Иллика, Джузеппе Джакоза) | —                     | —                     |                       | —                     |
| 11 | Светлана Артемьева (41 год, Сергиев Посад, Московская область)                      | «Mercy, Mercy, Mercy» (Джо Завинул, Винсент Леви , Гейл Фишер)                        | —                     | —                     | —                     | —                     |
| 12 | Анастасия Зорина (28 лет, Красногорск, Московская область)                          | «Расскажите, птицы» (Игорь Николаев)                                                  |                       | —                     | —                     | —                     |

### Выпуск № 6: Слепые прослушивания. 6-я неделя
Выпуск вышел в эфир 6 октября 2017 года.
| №  | Исполнитель                                                          | Песня                                                                              | Наставники и их выбор | Наставники и их выбор | Наставники и их выбор | Наставники и их выбор |
| №  | Исполнитель                                                          | Песня                                                                              | Билан                 | Пелагея               | Градский              | Агутин                |
| -- | -------------------------------------------------------------------- | ---------------------------------------------------------------------------------- | --------------------- | --------------------- | --------------------- | --------------------- |
| 1  | Артём Уланов (41 год, Санкт-Петербург)                               | «Никто не услышит (Ой-йо)» (Владимир Шахрин)                                       | —                     | —                     | —                     | —                     |
| 2  | Виктория Олизе (26 лет, Киев, Украина )                              | «Long Train Running» (Том Джонстон)                                                |                       |                       |                       |                       |
| 3  | Лика Рамус (34 года, Снежинск, Челябинская область)                  | «What’s Up» (Линда Перри)                                                          | —                     | —                     | —                     | —                     |
| 4  | Дмитрий Караневский (24 года, Великие Луки, Псковская область)       | «Почему, отчего» (Андрей Эшпай — Виктор Котов)                                     | —                     |                       | —                     | —                     |
| 5  | Нина Шацкая (51 год, Рыбинск, Ярославская область)                   | «Очаровательные глазки» (Иван Кондратьев)                                          |                       | —                     | —                     | —                     |
| 6  | Эка Джанелидзе (30 лет, Ухта, Республика Коми)                       | «Thriller» (Род Темпертон)                                                         | —                     |                       | —                     | —                     |
| 7  | Июлина Попова (24 года, Якутск,Республика Саха (Якутия)              | «Импульсы» (Елена Темникова)                                                       | —                     |                       | —                     | —                     |
| 8  | Дэйв Дарио (35 лет, Катр-Борн, Маврикий )                            | «Angels» (Робби Уильямс, Гай Чамберс)                                              | —                     |                       |                       |                       |
| 9  | Дмитрий Янковский (30 лет, Санкт-Петербург)                          | «Белые розы» (Сергей Кузнецов Итальянский текст Кристина Боковина)                 | —                     | —                     |                       | —                     |
| 10 | Нино Нинидзе (26 лет, Москва)                                        | Одно и то же" (Леонид Терещенко — Екатерина Иванчикова)                            | —                     | —                     | —                     | —                     |
| 11 | Наталья Герасимова (29 лет, Раменское, Московская область)           | «Summertime» из оперы «Порги и Бесс» (Джордж Гершвин, Айра Гершвин, Дюбуз Хейворд) | —                     | —                     |                       | —                     |
| 12 | Павел Елисеев (24 года, Лабытнанги, Ямало-Ненецкий автономный округ) | «Кружит» (Дмитрий Монатик)                                                         | —                     | —                     | —                     | —                     |

### Выпуск № 7: Слепые прослушивания. 7-я неделя
Выпуск вышел в эфир 13 октября 2017 года.
| №  | Исполнитель                                                       | Песня                                                                                | Наставники и их выбор | Наставники и их выбор | Наставники и их выбор | Наставники и их выбор |
| №  | Исполнитель                                                       | Песня                                                                                | Билан                 | Пелагея               | Градский              | Агутин                |
| -- | ----------------------------------------------------------------- | ------------------------------------------------------------------------------------ | --------------------- | --------------------- | --------------------- | --------------------- |
| 1  | Габриэль Купатадзе (39 лет, Минск, Республика Беларусь )          | «Bensonhurst Blues» (Арти Каплан, Арти Корнфилд)                                     | —                     |                       | —                     |                       |
| 2  | Светлана Иванова и Мария Зиброва (FolkBeat) (28 / 29 лет, Москва) | «Сама иду по каменю» (Народная обработка FolkBeat RF)                                |                       | —                     | —                     | —                     |
| 3  | Юрий Титов (32 года, Москва)                                      | «Oh, Lady Be Good!» (Джордж Гершвин, Айра Гершвин)                                   | Полная команда        | —                     | —                     | —                     |
| 4  | Алевтина Сергеева (35 лет, Коряжма, Архангельская область)        | «Родина» (Сергей Трофимов)                                                           | Полная команда        | —                     | —                     | —                     |
| 5  | Антонелло Кароцца (32 года, Кампобассо, Италия )                  | «Il Mondo» (Карло Пес, Итало Греко, Джанни Меччиа, Джимми Фонтана)                   | Полная команда        |                       | —                     |                       |
| 6  | Иван Вахрушев (24 года, п. Стрижи, Кировская область)             | «Океанами стали» (Кирилл Павлов)                                                     | Полная команда        | —                     | —                     | —                     |
| 7  | Софья Онопченко (21 года, Воронеж)                                | «Люблю тебя» (Арно Бабаджанян — Андрей Дементьев)                                    | Полная команда        |                       |                       | —                     |
| 8  | Заали Саркисян (28 лет, Ростов-на-Дону)                           | «Alejate» (Альберт Хаммонд, Марти Шаррон, Клаудиа Брант)                             | Полная команда        | —                     |                       | —                     |
| 9  | Анна Кадышева (20 лет, Сызрань, Самарская область)                | «Goodbye (Shelter)» (Ивана Петерс)                                                   | Полная команда        | —                     |                       | —                     |
| 10 | Ирина Братусева (24 года, ст. Лысогорская, Ставропольский край)   | «We Can Work It Out» (Джон Леннон, Пол Маккартни)                                    | Полная команда        | —                     | Полная команда        | —                     |
| 11 | Мария Кабашова (27 лет, п. Васьково, Архангельская область)       | «Стану солнцем» (Полина Гагарина — Екатерина Ковская)                                | Полная команда        | —                     | Полная команда        |                       |
| 12 | Мишель Мстоян (21 год, Москва)                                    | «How Do You Keep the Music Playing?» (Мишель Легран — Алан Бергман, Мэрилин Бергман) | Полная команда        |                       | Полная команда        | Полная команда        |

## Поединки

### Выпуски № 8-11: Поединки
Этап «Поединки» начался 20 октября 2017 года, а закончился 10 ноября 2017 года. Каждый Наставник мог спасти двух выбывающих участников из других команд. 36 участников, которые выиграли свои поединки или были спасены другими Наставниками, прошли в этап «Нокауты».
| Выпуск                | Наставник          | № | Победитель                       | Песня | Проигравший               | Спасение       | Спасение   | Спасение       | Спасение       |
| Выпуск                | Наставник          | № | Победитель                       | Песня | Проигравший               | Билан          | Пелагея    | Градский       | Агутин         |
| --------------------- | ------------------ | - | -------------------------------- | --- | ------------------------- | -------------- | ---------- | -------------- | -------------- |
|                       |                    |   |                                  | |                           |                |            |                |                |
| Выпуск 8 (20 октября) | Леонид Агутин      | 1 | Диана Шалжиян                    | «Хорошие девчата» (Александра Пахмутова / Михаил Матусовский)                                                       | Олика Громова             | —              | —          |                | Недоступно     |
| Выпуск 8 (20 октября) | Александр Градский | 2 | Наталья Герасимова               | «Barcelona» (Фредди Меркьюри, Майк Моран)                                                                           | Виталий Селютин           | —              | —          | Недоступно     | —              |
| Выпуск 8 (20 октября) | Дима Билан         | 3 | Светлана Иванова и Мария Зиброва | «Ой, то не вечер» (музыка и слова народные)                                                                         | Денис и Максим Захарченко | Недоступно     | —          | —              | —              |
| Выпуск 8 (20 октября) | Пелагея            | 4 | Алла Меунаргия                   | «Sax» (Джеймс Абрахарт, Флёр Ист, Эдвард Фёрр Эрфьорд, Хенрик Михельсен, Камил Перселл)                             | Эка Джанелидзе            | —              | Недоступно | —              | —              |
| Выпуск 8 (20 октября) | Александр Градский | 5 | Селим Алахяров                   | «Не исчезай» (Микаэл Таривердиев / Андрей Вознесенский)                                                             | Альдона Цкуа              | —              | —          | Недоступно     | —              |
| Выпуск 8 (20 октября) | Леонид Агутин      | 6 | Давид Тодуа                      | «Don’t Let the Sun Go Down on Me» (Элтон Джон, Берни Топин)                                                         | Дэйв Дарио                | —              |            | —              | Недоступно     |
| Выпуск 8 (20 октября) | Дима Билан         | 7 | Анастасия Зорина                 | «Самолёт» (Александр Шульгин / Александр Шульгин, Андрей Зуев)                                                      | Александр Казаков         | Недоступно     | —          | —              | —              |
|                       |                    |   |                                  | |                           |                |            |                |                |
| Выпуск 9 (27 октября) | Леонид Агутин      | 1 | Виктория Олизе                   | «Shame, Shame, Shame» (Сильвия Робинсон)                                                                            | Мария Кабашова            |                | —          |                | Недоступно     |
| Выпуск 9 (27 октября) | Александр Градский | 2 | Светлана Сыропятова              | «Попурри из мультфильма Голубой щенок» (Геннадий Гладков / Юрий Энтин)                                              | Дмитрий Янковский         | —              | —          | Недоступно     | —              |
| Выпуск 9 (27 октября) | Дима Билан         | 3 | Данил Буранов                    | «Omen» (Кендрик Ламар, Гай Лоуренс, Говард Лоуренс, Джеймс Нейпир, Сэм Смит)                                        | Дима Вебер                | Недоступно     | —          | —              | —              |
| Выпуск 9 (27 октября) | Пелагея            | 4 | Антон Лаврентьев                 | «Эхо любви» (Евгений Птичкин / Роберт Рождественский)                                                               | Евгения Романес           | —              | Недоступно | —              | —              |
| Выпуск 9 (27 октября) | Александр Градский | 5 | Софья Онопченко                  | «That’s Life» (Дин Кэй, Келли Гордон)                                                                               | Оксана Войтович           | —              | —          | Недоступно     |                |
| Выпуск 9 (27 октября) | Леонид Агутин      | 6 | Ясмани Ангуло Сильва             | «Тут и там» (Алексей Чумаков / Константин Арсенев)                                                                  | Юлия Валеева              |                | —          | —              | Недоступно     |
| Выпуск 9 (27 октября) | Пелагея            | 7 | Александр Огородников            | «Burn» (Ричи Блэкмор, Дэвид Кавердэйл, Джон Лорд, Иэн Пэйс)                                                         | Филип Бальзано            | Полная команда | Недоступно | —              | —              |
|                       |                    |   |                                  | |                           |                |            |                |                |
| Выпуск 10 (3 ноября)  | Пелагея            | 1 | Ладислав Бубнар                  | «Khghja du indz» / «Più che puoi» (Гусан Сипан / Антонио Гальбьяти, Эрос Рамазотти / Шер, Аделио Кольяти)           | Анаит Погосян             | Полная команда | —          | —              | —              |
| Выпуск 10 (3 ноября)  | Александр Градский | 2 | Павел Иванов                     | «Я вас не знал» (Имре Кальман / Ольга Фадеева)                                                                      | Надежда Колесникова       | Полная команда | —          | —              | —              |
| Выпуск 10 (3 ноября)  | Леонид Агутин      | 3 | Вячеслав Задорожный              | «Hip to Be Square» (Хьюи Льюис, Билл Гибсон, Шон Хоппер)                                                            | Габриэль Купатадзе        | Полная команда | —          |                | —              |
| Выпуск 10 (3 ноября)  | Пелагея            | 4 | Мишель Мстоян                    | «Под музыку Вивальди» (Виктор Берковский, Сергей Никитин / Александр Величанский)                                   | Василина Горожанкина      | Полная команда | —          | Полная команда | —              |
| Выпуск 10 (3 ноября)  | Александр Градский | 5 | Лора Горбунова                   | «На тот большак» (Марк Фрадкин / Николай Доризо)                                                                    | Анна Кадышева             | Полная команда | —          | Полная команда | —              |
| Выпуск 10 (3 ноября)  | Дима Билан         | 6 | Арсений Бородин                  | «Attention» (Джейкоб Кешер, Чарли Пут)                                                                              | Брендон Стоун             | Полная команда |            | Полная команда |                |
| Выпуск 10 (3 ноября)  | Дима Билан         | 7 | Анастасия Белявская              | «Утекай» (Илья Лагутенко)                                                                                           | Анна Просекина            | Полная команда | —          | Полная команда | Полная команда |
|                       |                    |   |                                  | |                           |                |            |                |                |
| Выпуск 11 (10 ноября) | Леонид Агутин      | 1 | Тимофей Копылов                  | «Поехал казак во чужбину далекую / Вот пуля просвистела» (Народная — Евгений Гребёнка / Евгений Птичкин — Народные) | Дарья Винокурова          | Полная команда | —          | Полная команда | Полная команда |
| Выпуск 11 (10 ноября) | Пелагея            | 2 | Антонелло Кароцца                | «The Final Countdown» (Джоуи Темпест)                                                                               | Июлина Попова             | Полная команда | —          | Полная команда | Полная команда |
| Выпуск 11 (10 ноября) | Дима Билан         | 3 | Ян Гэ                            | «Мне нравится, что вы больны не мной» (Микаэл Таривердиев / Марина Цветаева)                                        | Леонсия Эрденко           | Полная команда | —          | Полная команда | Полная команда |
| Выпуск 11 (10 ноября) | Александр Градский | 4 | Марианна Савон                   | «Vivo per lei» (Мауро Менгали, Гатто Панчери, Валерио Зелли)                                                        | Заали Саркисян            | Полная команда | —          | Полная команда | Полная команда |
| Выпуск 11 (10 ноября) | Дима Билан         | 5 | Нина Шацкая                      | «Забвение» (Астор Пьяццолла / Жюльен Клер русский текст Игорь Писарский)                                            | Альбина Юсупова           | Полная команда | —          | Полная команда | Полная команда |
| Выпуск 11 (10 ноября) | Пелагея            | 6 | Алексей Сафиулин †               | «Красиво» (Константин Меладзе)                                                                                      | Дмитрий Караневский       | Полная команда | —          | Полная команда | Полная команда |
| Выпуск 11 (10 ноября) | Леонид Агутин      | 7 | Михаил Гришунов                  | «Беги по небу» (Максим Фадеев)                                                                                      | Екатерина Трубилина       | Полная команда |            | Полная команда | Полная команда |

## Нокауты

### Выпуски № 12-14: Нокауты
Этап «Нокауты» начался 17 ноября 2017 года, а завершился 1 декабря 2017 года. Каждый Наставник разделил свою команду на три тройки и оставил в проекте лишь двух вокалистов из каждой тройки. 24 участника, которые победили в своих нокаутах, прошли в четвертьфинал.
| Выпуск                | Наставник          | № | Песня | Участники                        | Участники             | Песня |
| Выпуск                | Наставник          | № | Песня | Победители                       | Проигравший           | Песня |
| --------------------- | ------------------ | - | --- | -------------------------------- | --------------------- | --- |
|                       |                    |   | |                                  |                       | |
| Выпуск 12 (17 ноября) | Пелагея            | 1 | «Blurred Lines» (Клиффорд Харрис / Робин Тик / Фаррелл Уильямс)                                                              | Антон Лаврентьев                 | Александр Огородников | «Снег» (Николай Носков / Алексей Чуланский) |
| Выпуск 12 (17 ноября) | Пелагея            | 1 | «Somebody to Love» / «Bohemian Rhapsody» / «We Are the Champions» (Фредди Меркьюри)                                          | Антонелло Кароцца                | Александр Огородников | «Снег» (Николай Носков / Алексей Чуланский) |
| Выпуск 12 (17 ноября) | Александр Градский | 2 | «Come prima» (Винченцо Ди Паола / Марио Панцери / Сандро Таккани)                                                            | Павел Иванов                     | Олика Громова         | «Зеркало» (Юрий Саульский / Николай Денисов) |
| Выпуск 12 (17 ноября) | Александр Градский | 2 | «With a Little Help from My Friends» (Джон Леннон / Пол Маккартни)                                                           | Габриэль Купатадзе               | Олика Громова         | «Зеркало» (Юрий Саульский / Николай Денисов) |
| Выпуск 12 (17 ноября) | Леонид Агутин      | 3 | «Бах творит / Ave Maria» (Александр Слизунов / Стас Намин / Иоганн Себастьян Бах / Шарль Франсуа Гуно)                       | Давид Тодуа                      | Диана Шалжиян         | «Он был старше её» (Андрей Макаревич) |
| Выпуск 12 (17 ноября) | Леонид Агутин      | 3 | «Versace on the Floor» (Кристофер Браун / Джеймс Фаунтлерой / Дэвид Гетта / Пол Эрнандес / Филип Лоуренс / Джорджо Туинфорт) | Михаил Гришунов                  | Диана Шалжиян         | «Он был старше её» (Андрей Макаревич) |
| Выпуск 12 (17 ноября) | Дима Билан         | 4 | «She Has No Time» (Том Чаплин / Ричард Хьюз / Тим Райс-Оксли / Джеймс Сэнджер)                                               | Анастасия Зорина                 | Мария Кабашова        | «Hold It Don’t Drop It» (Кевин Ристо / Уэйн Ньюджмент / Дженнифер Лопес / Аллен Лис / Таванна Дэбни / Джанет Сьюэлл / Синтия Лизетт / Деннис Ламберт / Брайан Поттер) |
| Выпуск 12 (17 ноября) | Дима Билан         | 4 | «Бедный Лазарь» (Тина Кузнецова / Юрий Усачёв / слова народные)                                                              | Светлана Иванова и Мария Зиброва | Мария Кабашова        | «Hold It Don’t Drop It» (Кевин Ристо / Уэйн Ньюджмент / Дженнифер Лопес / Аллен Лис / Таванна Дэбни / Джанет Сьюэлл / Синтия Лизетт / Деннис Ламберт / Брайан Поттер) |
|                       |                    |   | |                                  |                       | |
| Выпуск 13 (24 ноября) | Леонид Агутин      | 1 | «Летний дождь» (Игорь Тальков)                                                                                               | Виктория Олизе                   | Ясмани Ангуло Сильва  | «The Rhythm Is Magic» (Ричард Дарбишир, Мари Клер Д’Убальдо, Франк Маскер)                                                                                            |
| Выпуск 13 (24 ноября) | Леонид Агутин      | 1 | «Fly Away» (Ленни Кравиц) | Вячеслав Задорожный              | Ясмани Ангуло Сильва  | «The Rhythm Is Magic» (Ричард Дарбишир, Мари Клер Д’Убальдо, Франк Маскер)                                                                                            |
| Выпуск 13 (24 ноября) | Александр Градский | 2 | «Ария дивы Плавалагуны» (Гаэтано Доницетти, Эрик Серра / Сальваторе Каммарано)                                               | Наталья Герасимова               | Марианна Савон        | «Журчат ручьи» (Исаак Дунаевский / Михаил Вольпин) |
| Выпуск 13 (24 ноября) | Александр Градский | 2 | «У мене є щастя» (Юлия Лорд)                                                                                                 | Софья Онопченко                  | Марианна Савон        | «Журчат ручьи» (Исаак Дунаевский / Михаил Вольпин) |
| Выпуск 13 (24 ноября) | Пелагея            | 3 | «SOS d’un terrien en détresse» (Люк Пламондон / Мишель Берже)                                                                | Дэйв Дарио                       | Мишель Мстоян         | «Не плачь» (Народные песни езидов) |
| Выпуск 13 (24 ноября) | Пелагея            | 3 | «Вдоль по улице метелица метёт» (Александр Варламов / Народные)                                                              | Ладислав Бубнар                  | Мишель Мстоян         | «Не плачь» (Народные песни езидов) |
| Выпуск 13 (24 ноября) | Дима Билан         | 4 | «Castle in the Snow» (Гийом Бозоннет / Амина Каделли)                                                                        | Ян Гэ                            | Анастасия Белявская   | «I Want to Break Free» (Джон Дикон) |
| Выпуск 13 (24 ноября) | Дима Билан         | 4 | «Колдунья» (Злата Раздолина / Анна Ахматова)                                                                                 | Нина Шацкая                      | Анастасия Белявская   | «I Want to Break Free» (Джон Дикон) |
|                       |                    |   | |                                  |                       | |
| Выпуск 14 (1 декабря) | Дима Билан         | 1 | «Grace Kelly» (Майкл Пенниман / Джоди Марр / Джон Мерчант / Дэн Уорнер)                                                      | Данил Буранов                    | Арсений Бородин       | «Последнее письмо» (Вячеслав Бутусов / Вячеслав Бутусов / Дмитрий Умецкий)                                                                                            |
| Выпуск 14 (1 декабря) | Дима Билан         | 1 | «Мы разбиваемся» (Земфира)                                                                                                   | Юлия Валеева                     | Арсений Бородин       | «Последнее письмо» (Вячеслав Бутусов / Вячеслав Бутусов / Дмитрий Умецкий)                                                                                            |
| Выпуск 14 (1 декабря) | Леонид Агутин      | 2 | «Historia de un Amor» (Карлос Элета Альмаран / Ольга Орлова)                                                                 | Брендон Стоун                    | Оксана Войтович       | «Высоко» (Полина Гагарина / Михаил Миронов) |
| Выпуск 14 (1 декабря) | Леонид Агутин      | 2 | «Million Reasons» (Стефани Джерманотта / Хиллари Линдси / Марк Ронсон)                                                       | Тимофей Копылов                  | Оксана Войтович       | «Высоко» (Полина Гагарина / Михаил Миронов) |
| Выпуск 14 (1 декабря) | Пелагея            | 3 | «Элегия» (Давид Тухманов / Анна Ахматова)                                                                                    | Алексей Сафиулин †               | Екатерина Трубилина   | «Roar» (Лукаш Готвальд, Кэти Перри, Бонни МакКи, Макс Мартин, Cirkut, Эндрю Родерик Батлер)                                                                           |
| Выпуск 14 (1 декабря) | Пелагея            | 3 | «Смятение» (Муслим Магомаев / Николай Добронравов)                                                                           | Алла Меунаргия                   | Екатерина Трубилина   | «Roar» (Лукаш Готвальд, Кэти Перри, Бонни МакКи, Макс Мартин, Cirkut, Эндрю Родерик Батлер)                                                                           |
| Выпуск 14 (1 декабря) | Александр Градский | 4 | «Audition (The Fools Who Dream)» (Джастин Гурвиц, Бендж Пасек, Джастин Пол)                                                  | Лора Горбунова                   | Светлана Сыропятова   | «Баллада Анжелы» (Микаэл Таривердиев / Вадим Коростылев) |
| Выпуск 14 (1 декабря) | Александр Градский | 4 | «You’re My World» (Умберто Бинди / Джино Паоли английский текст Карл Сигман)                                                 | Селим Алахяров                   | Светлана Сыропятова   | «Баллада Анжелы» (Микаэл Таривердиев / Вадим Коростылев) |

## Четвертьфинал

### Выпуски № 15-16: Четвертьфиналы
Прямые эфиры четвертьфиналов состоялись 8 и 15 декабря 2017. Наставники разбили свои команды на две тройки. По результатам голосования зрителей и наставника из каждой тройки дальше прошёл лишь один. После этого этапа в командах осталось по 2 участников.
| Выпуск                 | Наставник          | №  | Участник                         | Песня                                                                                                  | Голоса наставника | Голоса зрителей | Сумма голосов | Итог               |
| ---------------------- | ------------------ | -- | -------------------------------- | --- | ----------------- | --------------- | ------------- | ------------------ |
| Выпуск 15 (8 декабря)  | Пелагея            | 1  | Ладислав Бубнар                  | «Московский бит» (Евгений Хавтан / Валерий Сюткин)                                                     | 30%               | 47,6%           | 77,6%         | Прошёл в полуфинал |
| Выпуск 15 (8 декабря)  | Пелагея            | 2  | Дэйв Дарио                       | «Englishman in New York» (Стинг)                                                                       | 20%               | 27%             | 47%           | Выбыл              |
| Выпуск 15 (8 декабря)  | Пелагея            | 3  | Алексей Сафиулин †               | «Susanna» (Каролин Богман, Ферди Лансе итальянская версия Серхио Капуто, Мишель Дель Прете)            | 50%               | 25,4%           | 75,4%         | Выбыл              |
| Выпуск 15 (8 декабря)  | Александр Градский | 4  | Наталья Герасимова               | «Meeting Laura (Perfume)» (Том Тыквер, Джонни Климек, Райнхольд Хайль)                                 | 20%               | 8,9%            | 28,9%         | Выбыла             |
| Выпуск 15 (8 декабря)  | Александр Градский | 5  | Лора Горбунова                   | «Панамки» (Вадим Егоров)                                                                               | 50%               | 61,1%           | 111,1%        | Прошла в полуфинал |
| Выпуск 15 (8 декабря)  | Александр Градский | 6  | Софья Онопченко                  | «I Have Nothing» (Дэвид Фостер, Линда Томпсон)                                                         | 30%               | 30%             | 60%           | Выбыла             |
| Выпуск 15 (8 декабря)  | Леонид Агутин      | 7  | Вячеслав Задорожный              | «Без бою» (Святослав Вакарчук)                                                                         | 20%               | 13,1%           | 33,1%         | Выбыл              |
| Выпуск 15 (8 декабря)  | Леонид Агутин      | 8  | Михаил Гришунов                  | «For Your Love» (Стиви Уандер)                                                                         | 30%               | 16,4%           | 46,4%         | Выбыл              |
| Выпуск 15 (8 декабря)  | Леонид Агутин      | 9  | Брендон Стоун                    | «Мамины глаза» (Евгений Кобылянский / Симон Осиашвили)                                                 | 50%               | 70,5%           | 120,5%        | Прошёл в полуфинал |
| Выпуск 15 (8 декабря)  | Дима Билан         | 10 | Данил Буранов                    | «Лимбо» (Константин Меладзе)                                                                           | 50%               | 25,4%           | 75,4%         | Прошёл в полуфинал |
| Выпуск 15 (8 декабря)  | Дима Билан         | 11 | Юлия Валеева                     | «Heavy Cross» (Ханна Блили, Брейс Пайн, Бет Дитто)                                                     | 20%               | 36,2%           | 56,2%         | Выбыла             |
| Выпуск 15 (8 декабря)  | Дима Билан         | 12 | Анастасия Зорина                 | «Полароид» (Анастасия Зорина)                                                                          | 30%               | 38,4%           | 68,4%         | Выбыла             |
|                        |                    |    |                                  | |                   |                 |               |                    |
| Выпуск 16 (15 декабря) | Александр Градский | 1  | Павел Иванов                     | «Эти глаза напротив» (Давид Тухманов / Татьяна Сашко)                                                  | 50%               | 23,3%           | 73,3%         | Выбыл              |
| Выпуск 16 (15 декабря) | Александр Градский | 2  | Селим Алахяров                   | «Три года ты мне снилась» (Никита Богословский / Алексей Фатьянов)                                     | 30%               | 69,7%           | 99,7%         | Прошёл в полуфинал |
| Выпуск 16 (15 декабря) | Александр Градский | 3  | Габриэль Купатадзе               | «Я хочу понять» (Александр Градский)                                                                   | 20%               | 7%              | 27%           | Выбыл              |
| Выпуск 16 (15 декабря) | Леонид Агутин      | 4  | Виктория Олизе                   | «Every Breath You Take» (Стинг)                                                                        | 30%               | 11,5%           | 41,5%         | Выбыла             |
| Выпуск 16 (15 декабря) | Леонид Агутин      | 5  | Тимофей Копылов                  | «Кукушка» (Виктор Цой)                                                                                 | 50%               | 66,5%           | 116,5%        | Прошёл в полуфинал |
| Выпуск 16 (15 декабря) | Леонид Агутин      | 6  | Давид Тодуа                      | «Bohemian Rhapsody» (Фредди Меркьюри)                                                                  | 20%               | 22%             | 42%           | Выбыл              |
| Выпуск 16 (15 декабря) | Дима Билан         | 7  | Светлана Иванова и Мария Зиброва | «Ворона» (Максим Фадеев)                                                                               | 20%               | 31,6%           | 51,6%         | Выбыли             |
| Выпуск 16 (15 декабря) | Дима Билан         | 8  | Ян Гэ                            | «Без тебя» (Мария Макарова)                                                                            | 50%               | 37,9%           | 87,9%         | Прошла в полуфинал |
| Выпуск 16 (15 декабря) | Дима Билан         | 9  | Нина Шацкая                      | «Sweet Dreams» (Дэйв Стюарт, Энни Леннокс)                                                             | 30%               | 30,5%           | 60,5%         | Выбыла             |
| Выпуск 16 (15 декабря) | Пелагея            | 10 | Алла Меунаргия                   | «В городе моём» (Алла Пугачёва / Илья Резник)                                                          | 30%               | 23,8%           | 53,8%         | Выбыла             |
| Выпуск 16 (15 декабря) | Пелагея            | 11 | Антон Лаврентьев                 | «Ne me quitte pas (Не покидай меня)» (Жак Брель / Илья Лагутенко / Светлана Ханова / Антон Лаврентьев) | 50%               | 26%             | 76%           | Прошёл в полуфинал |
| Выпуск 16 (15 декабря) | Пелагея            | 12 | Антонелло Кароцца                | «Un amore così grande» (Антонелла Маджо / Гвидо Мария Ферили)                                          | 20%               | 50,2%           | 70,2%         | Выбыл              |

## Полуфинал

### Выпуск № 17: Полуфинал
Прямой эфир полуфинала состоялся 22 декабря 2017 года. В команде каждого Наставника остались два участника. По результатам голосования зрителей и наставников в Финал прошло по одному вокалисту от каждой команды. У каждого наставника в команде оставалось двое участников. По результатам голосования зрителей и наставника один из двух покинул проект. После этого этапа в каждой команде остался лишь один финалист.
| Выпуск                 | Наставник          | № | Участник         | Песня                                                                           | Голоса наставника | Голоса зрителей | Сумма голосов | Итог           |
| ---------------------- | ------------------ | - | ---------------- | ------------------------------------------------------------------------------- | ----------------- | --------------- | ------------- | -------------- |
| Выпуск 17 (22 декабря) | Пелагея            | 1 | Антон Лаврентьев | «Love Runs Out» (Дрю Браун, Зак Филкинс, Эдди Фишер, Брент Катцл, Райан Теддер) | 40%               | 25%             | 65%           | Выбыл          |
| Выпуск 17 (22 декабря) | Пелагея            | 2 | Ладислав Бубнар  | «Очи чёрные» (Флориан Герман / Евгений Гребинка)                                | 60%               | 75%             | 135%          | Прошёл в финал |
| Выпуск 17 (22 декабря) | Дима Билан         | 3 | Ян Гэ            | «Моей душе покоя нет» (Андрей Петров / Роберта Бернс, перевод Самуила Маршака)  | 40%               | 68,7%           | 108,7%        | Прошла в финал |
| Выпуск 17 (22 декабря) | Дима Билан         | 4 | Данил Буранов    | «She’s Gone» (Миленко Матьевич)                                                 | 60%               | 31,3%           | 91,3%         | Выбыл          |
| Выпуск 17 (22 декабря) | Леонид Агутин      | 5 | Брендон Стоун    | «Тбилисо» (Реваз Лагидзе / Петр Грузинский, Михаил Квалиашвили)                 | 40%               | 51,7%           | 91,7%         | Выбыл          |
| Выпуск 17 (22 декабря) | Леонид Агутин      | 6 | Тимофей Копылов  | «Звон» (Андрей Сапунов / Ирина Фрадкина, Александр Слизунов)                    | 60%               | 48,3%           | 108,3%        | Прошёл в финал |
| Выпуск 17 (22 декабря) | Александр Градский | 7 | Лора Горбунова   | «Беда» (Владимир Высоцкий)                                                      | 60%               | 25,8%           | 85,8%         | Выбыла         |
| Выпуск 17 (22 декабря) | Александр Градский | 8 | Селим Алахяров   | «Лирическая» (Владимир Высоцкий)                                                | 40%               | 74,2%           | 114,2%        | Прошёл в финал |

| № | Исполнитель                                          | Песня                                               |
| - | ---------------------------------------------------- | --------------------------------------------------- |
| 1 | Рондо, Антон Лаврентьев и Ладислав Бубнар            | «Моя неласковая Русь» (Сергей Трофимов)             |
| 2 | Alekseev, Ян Гэ и Данил Буранов                      | «Пьяное солнце» (Руслан Квинта / Виталий Куровский) |
| 3 | Белорусские песняры, Брендон Стоун и Тимофей Копылов | «Вологда» (Борис Мокроусов / Михаил Матусовский)    |
| 4 | Сергей Безруков, Лора Горбунова и Селим Алахяров     | «Натянутый канат» (Владимир Высоцкий)               |

## Финал

### Выпуск № 18: Финал
Прямой эфир финала прошёл 29 декабря 2017 года. Четыре сильнейших вокалиста проекта (каждый из них — в своей команде) исполнили по две сольных песни и одну — в дуэте со своим наставником. Победителем проекта стал Селим Алахяров из команды Александра Градского.
| Выпуск                 | Наставник          | Участник        | № | Дуэт с наставником                                             | № | Соло №1                                                                   | №      | Соло №2                                                                          | Голоса зрителей | Итог            |
| Выпуск 18 (29 декабря) |                    |                 |   |                                                                |   |                                                                           |        |                                                                                  |                 |                 |
| ---------------------- | ------------------ | --------------- | - | -------------------------------------------------------------- | - | ------------------------------------------------------------------------- | ------ | -------------------------------------------------------------------------------- | --------------- | --------------- |
| Выпуск 18 (29 декабря) | Александр Градский | Селим Алахяров  | 1 | «Журавли» (Ян Френкель / Расул Гамзатов, перевод Наум Гребнев) | 5 | «Нам не жить друг без друга» (Александра Пахмутова / Николай Добронравов) | 9      | «Перемен» (Виктор Цой)                                                           | 67,3%           | Победитель      |
| Выпуск 18 (29 декабря) | Пелагея            | Ладислав Бубнар | 2 | «Desert Rose» (Стинг, Шеб Мами)                                | 6 | «Hallelujah» (Леонард Коэн русский текст Леонид Агутин)                   | 10     | «Lady Carneval» (Карел Свобода / Иржи Штайдл, русский текст Онегин Гаджикасимов) | Н/д             | Третье место    |
| Выпуск 18 (29 декабря) | Дима Билан         | Ян Гэ           | 3 | «Держи» (Денис Ковальский)                                     | 7 | «Где же ты, мечта?» (Эдуард Артемьев / Наталья Кончаловская)              | Выбыла | Выбыла                                                                           | Выбыла          | Четвёртое место |
| Выпуск 18 (29 декабря) | Леонид Агутин      | Тимофей Копылов | 4 | «Время последних романтиков» (Леонид Агутин)                   | 8 | «Highway to Hell» (Бон Скотт, Ангус Янг, Малькольм Янг)                   | 11     | «Вечерняя застольная» (Александр Розенбаум)                                      | 32,7%           | Второе место    |

| № | Исполнитель                                              | Песня                                                  |
| - | -------------------------------------------------------- | ------------------------------------------------------ |
| 1 | Ян Гэ, Ладислав Бубнар, Селим Алахяров и Тимофей Копылов | «Let It Be» (Пол Маккартни, Джон Леннон)               |
| 2 | Ян Гэ                                                    | «The Show» (Джейсон Ривз, Ленка)                       |
| 3 | Селим Алахяров (победитель)                              | «Чёртово колесо» (Арно Бабаджанян / Евгений Евтушенко) |
| 4 | Все участники 6-го сезона проекта «Голос»                | «Happy New Year» (Бьорн Ульвеус, Бенни Андерссон)      |

## Рейтинги сезона
| Выпуск | Выпуск                           | Дата показа      | Код выпуска | Время показа (UTC+3) | Аудитория | Аудитория | Ссылка |
| Выпуск | Выпуск                           | Дата показа      | Код выпуска | Время показа (UTC+3) | Рейтинг   | Доля      | Ссылка |
| ------ | -------------------------------- | ---------------- | ----------- | -------------------- | --------- | --------- | ------ |
| 1      | «Слепые прослушивания. Выпуск 1» | 1 сентября 2017  | 601         | Пятница 21:30        | 6,5       | 24,6 %    | [ 2 ]  |
| 2      | «Слепые прослушивания. Выпуск 2» | 8 сентября 2017  | 602         | Пятница 21:30        | 6,2       | 22,2 %    | [ 3 ]  |
| 3      | «Слепые прослушивания. Выпуск 3» | 15 сентября 2017 | 603         | Пятница 21:30        | 5,8       | 20,7 %    | [ 4 ]  |
| 4      | «Слепые прослушивания. Выпуск 4» | 22 сентября 2017 | 604         | Пятница 21:30        | 5,8       | 19,9 %    | [ 5 ]  |
| 5      | «Слепые прослушивания. Выпуск 5» | 29 сентября 2017 | 605         | Пятница 21:30        | 6,3       | 22,2 %    | [ 6 ]  |
| 6      | «Слепые прослушивания. Выпуск 6» | 6 октября 2017   | 606         | Пятница 21:30        | 6,2       | 20,5 %    | [ 7 ]  |
| 7      | «Слепые прослушивания. Выпуск 7» | 13 октября 2017  | 607         | Пятница 21:30        | 6,6       | 21,7 %    | [ 8 ]  |
| 8      | «Поединки. Выпуск 1»             | 20 октября 2017  | 608         | Пятница 21:30        | 6,4       | 20,2 %    | [ 9 ]  |
| 9      | «Поединки. Выпуск 2»             | 27 октября 2017  | 609         | Пятница 21:30        | 6,0       | 18,9 %    | [ 10 ] |
| 10     | «Поединки. Выпуск 3»             | 3 ноября 2017    | 610         | Пятница 21:30        | 5,9       | 18,8 %    | [ 11 ] |
| 11     | «Поединки. Выпуск 4»             | 10 ноября 2017   | 611         | Пятница 21:30        | 5,7       | 18,1 %    | [ 12 ] |
| 12     | «Нокауты. Выпуск 1»              | 17 ноября 2017   | 612         | Пятница 21:30        | 5,4       | 17,4 %    | [ 13 ] |
| 13     | «Нокауты. Выпуск 2»              | 24 ноября 2017   | 613         | Пятница 21:30        | 5,5       | 17,7 %    | [ 14 ] |
| 14     | «Нокауты. Выпуск 3»              | 1 декабря 2017   | 614         | Пятница 21:30        | 5,8       | 18,3 %    | [ 15 ] |
| 15     | «Четвертьфинал 1»                | 8 декабря 2017   | 615         | Пятница 21:30        | 5,3       | 17,1 %    | [ 16 ] |
| 16     | «Четвертьфинал 2»                | 15 декабря 2017  | 616         | Пятница 21:30        | 5,3       | 17 %      | [ 17 ] |
| 17     | «Полуфинал»                      | 22 декабря 2017  | 617         | Пятница 21:30        | 5,2       | 16,7 %    | [ 18 ] |
| 18     | «Финал»                          | 29 декабря 2017  | 618         | Пятница 21:30        | 5,5       | 17,9 %    | [ 19 ] |